# Anfrísio Siqueira
Anfrísio Siqueira (Lapa, 27 de outubro de 1920 – Curitiba, 29 de setembro de 2003) foi um economista e político brasileiro.
Anfrísio Siqueira é o fundador da confraria “Cavaleiros da Boca Maldita”.

## Biografia
Lapeano de nascimento, Anfrísio passou a morar na capital paranaense a partir de 1926. Formado em Ciências Econômicas e Contábeis, ocupou vários cargos no governo estadual, tais como: fiscal de rendas estadual, delegado de polícia (por dez anos), diretor do Tribunal de Contas do Paraná e do Departamento de Arrecadação do Estado do Paraná, e na política exerceu o cargo de prefeito em duas cidades do interior: São João do Triunfo e Cornélio Procópio.
A vida deste lapeano começou a tornar-se significativa para a cidade de Curitiba quando em meados da década de 1950 ele e alguns amigos passaram a se encontrar com frequência na Praça General Osório, no centro da cidade. Nestes encontros eram discutidos os mais variados assuntos, desde esportes até o momento político local e nacional. Destes despreocupados encontros surgiu a ideia de criarem uma confraria e, assim, sob a liderança de Anfrísio, nasceu, em 13 de dezembro de 1956, a confraria da Boca Maldita. A confraria existe para debater e criticar a tudo e a todos sem qualquer restrição, expressando as vontades e indignações populares aos setores públicos e/ou seus governantes. O nome da confraria foi dado pelo jornalista Adherbal Fortes de Sá e traduz a típica expressão "se morder a língua, morre envenenado". 
Após o calçamento da Avenida Luiz Xavier, os primeiros metros do “calçadão da Rua das Flores” tornaram-se o ponto de encontro da confraria (não muito distante da praça onde tudo começou) e com isso o espaço passou a ser chamado de Boca Maldita, local em que até hoje os “Cavaleiros” misturam-se à população em torno dos cafés e bancos do calçadão para fazer o que mais gostam e perpetuar o legado de seu fundador.
O eterno presidente da Boca Maldita faleceu na tarde de segunda-feira, 29 de setembro de 2003, aos 82 anos e 11 meses de idade.